# Cyanothemis simpsoni
Cyanothemis simpsoni es la única especie del género Cyanothemis, en la familia Libellulidae. Se han reportado ejemplares desde la cuenca del río Congo a Sierra Leona y Guinea.